# Система мысленных вычислений на абаке
Система мысленных вычислений на абаке — это система, в которой пользователи мысленно визуализируют абак для выполнения арифметических вычислений. Физически абак не используются; манипуляции с абаком производятся мысленно. Таким образом можно производить расчёты с большой скоростью.
Эта система распространена в Китае, Сингапуре, Южной Корее, Таиланде, Малайзии и Японии. Считается, что мысленный расчёт улучшает умственные способности, увеличивает скорость реакции, силу концентрации и улучшает память.
Многие опытные и активные пользователи абака в Китае, Японии, Южной Корее и других странах, как правило, больше не используют абак, а выполняют вычисления, визуализируя абак. Это было подтверждено, когда правое полушарие визуализаторов показало повышенную активность ЭЭГ при расчётах по сравнению с другими, использующими настоящий абак для выполнения расчётов.
Мысленно абак можно использовать для выполнения сложения, вычитания, умножения и деления; его также можно использовать для извлечения квадратных и кубических корней.

## Рекордсмены
В соревновании Flash Anzan на Всеяпонском чемпионате по соробану чемпион Такео Сасано сумел сложить пятнадцать трёхзначных чисел всего за 1,7 секунды.
Южнокорейская быстросчётчица Ли Чонхи является единственным мастером абака, получившим одиннадцатый дан. Она является текущим мировым рекордсменом по сложению и делению и имеет второе по быстродействию время за всю историю умножения).